# الکساندر هریتسای
الکساندر هریتسای (اوکراینی: Олександр Анатолійович Грицай؛ زادهٔ ۳۰ سپتامبر ۱۹۷۷) بازیکن فوتبال اهل اوکراین است.
از باشگاه‌هایی که در آن بازی کرده‌است می‌توان به باشگاه فوتبال کریفباس کریفیی ریه، باشگاه فوتبال دنیپرو، باشگاه فوتبال آرسنال کی‌یف، و باشگاه فوتبال زوریا لوهانسک اشاره کرد.
وی همچنین در تیم ملی فوتبال اوکراین بازی کرده‌است.